# Ластівка капська
Ластівка капська (Cecropis cucullata) — вид горобцеподібних птахів родини ластівкових (Hirundinidae). Мешкає в Південній і Центральній Африці.

## Опис

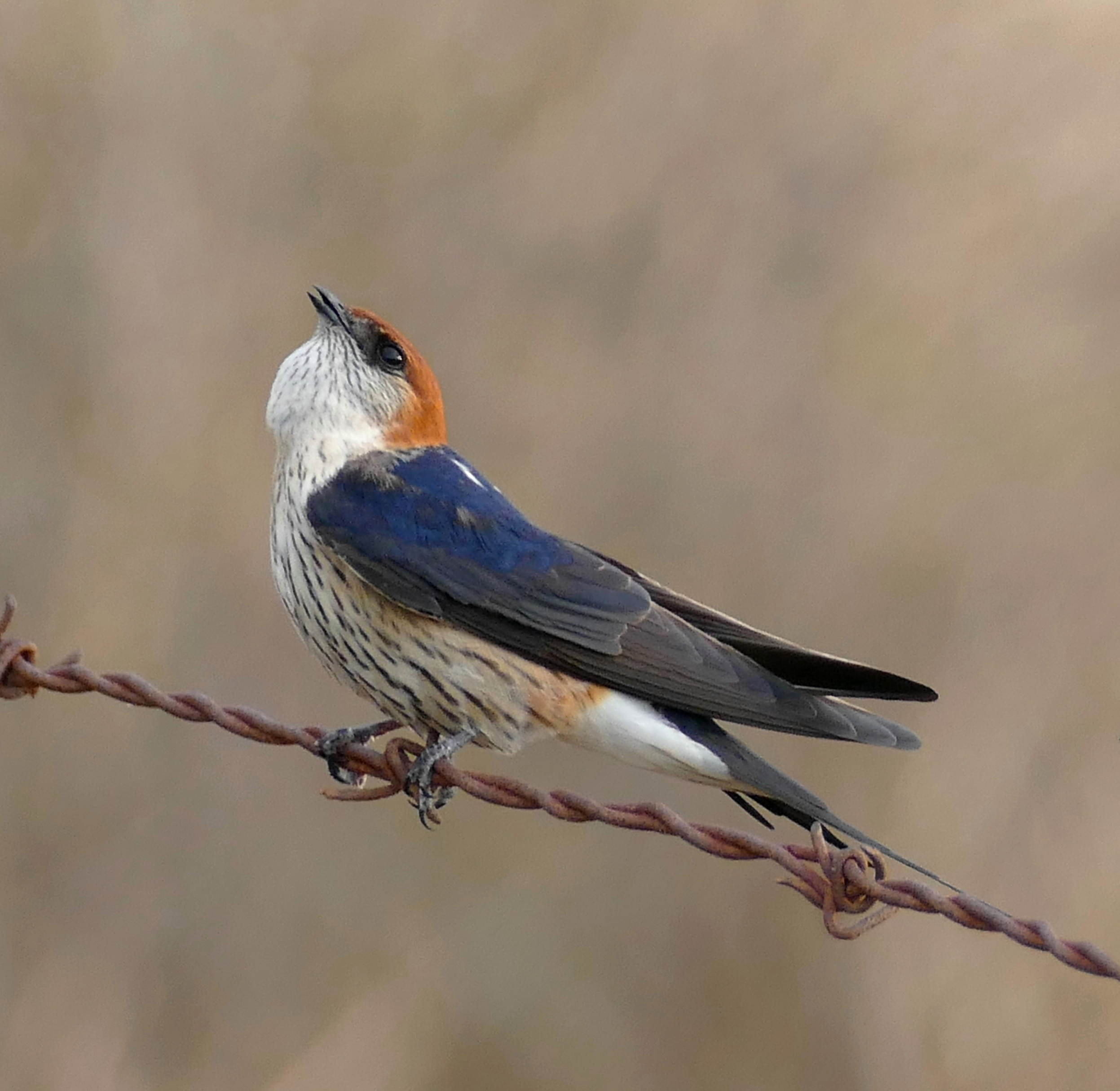
Капська ластівка

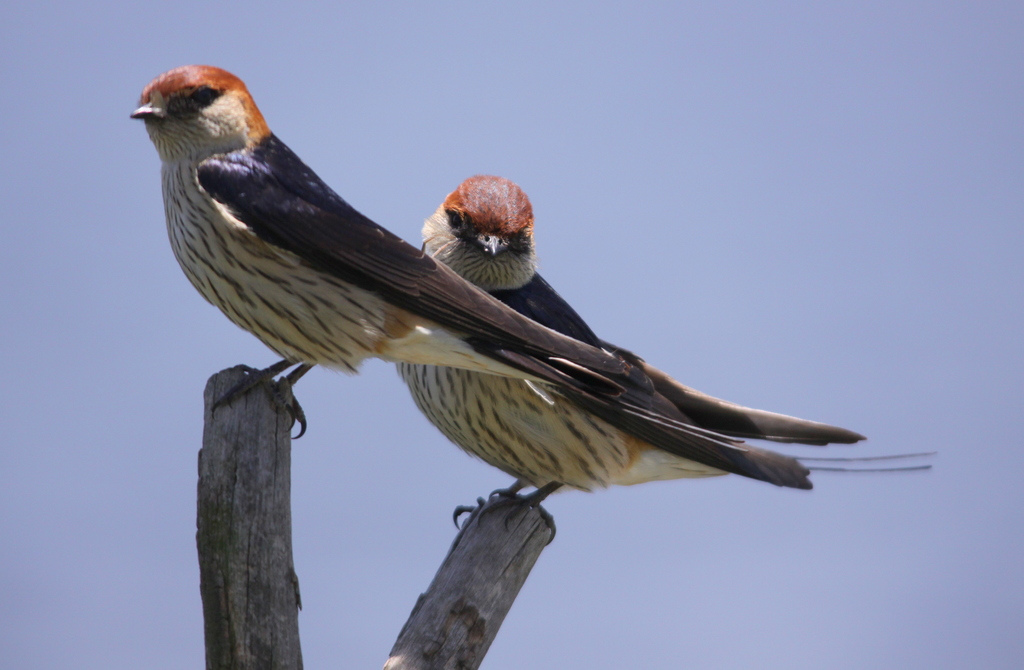
Капські ластівки

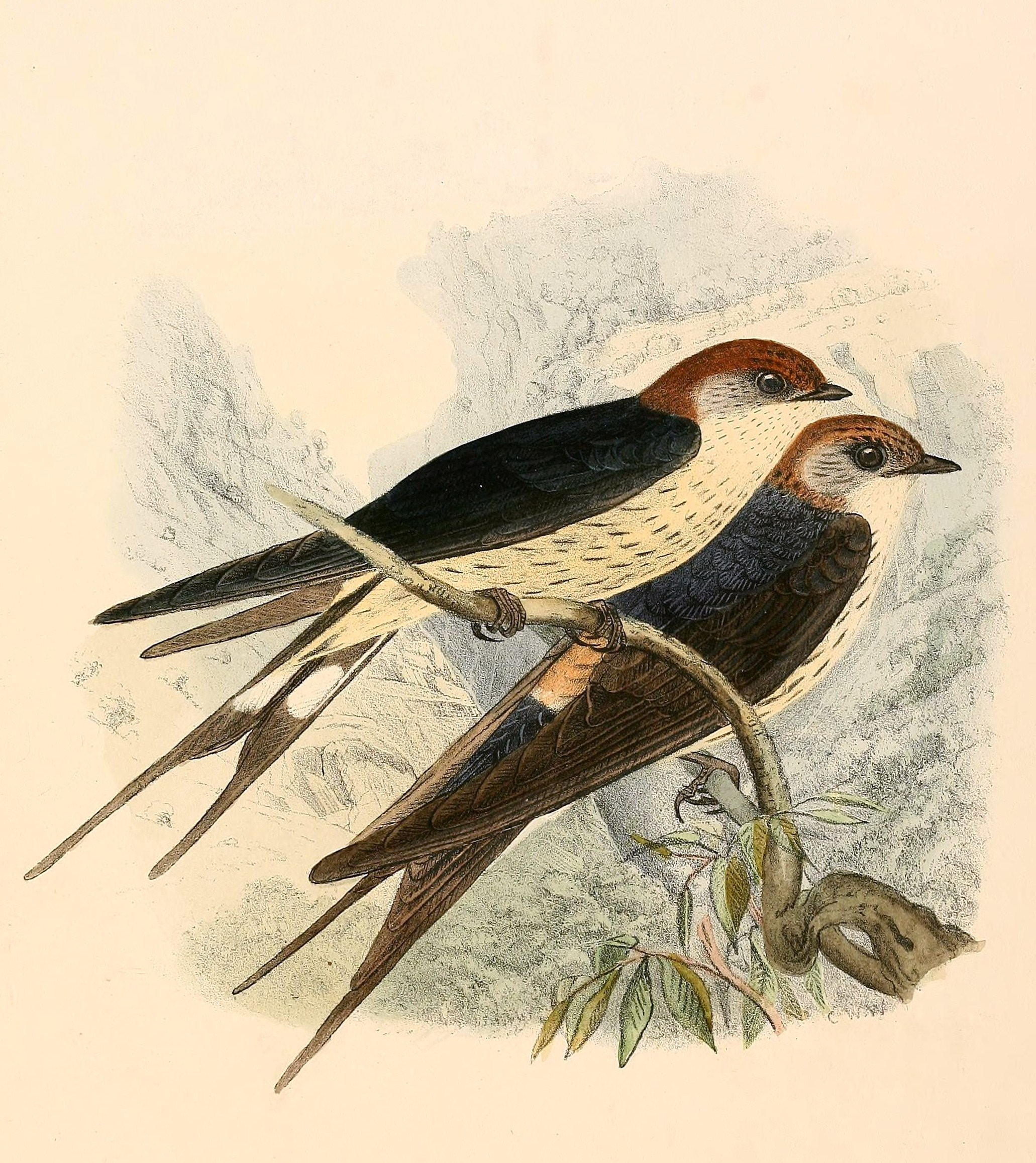
Капські ластівки

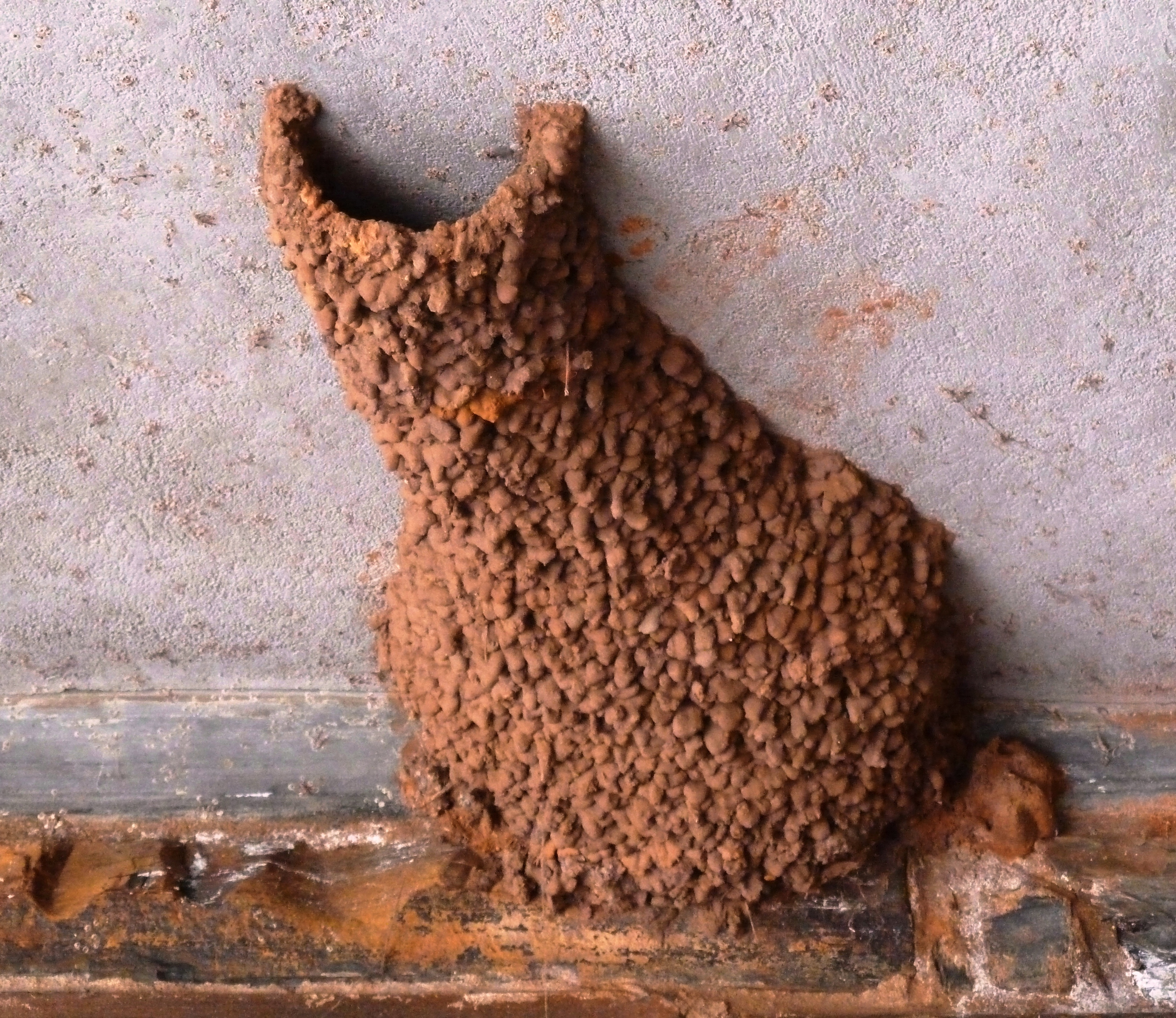
Гніздо капської ластівки

Довжина птаха становить 18-20 см. Верхня частина тіла темно-синя, верхня частина голови каштанова, надхвістя блідо-оранжеве. Нижня частина тіла і нижні покривні пера крил кремово-білі, поцятковані темно-смужками. махові пера чорнувато-коричневі. Хвіст чорнуватий, крайні стернові пера дуже видовжені, у самців вони довші, ніж у самиць. Молоді птахи мають більш тьмяне, коричнювате забарвлення, крайні стернові пера у них коротші.

## Таксономія
Капська ластівка була описана французьким натуралістом Жоржем-Луї Леклерком де Бюффоном в 1779 році в праці «Histoire Naturelle des Oiseaux» за зразком з мису Доброї Надії. Науково вид був описаний в 1783 році, коли голландський натураліст Пітер Боддерт класифікував його під назвою Hirundo cucullata у своїй праці «Planches Enluminées». Згодом капську ластівку перевели до роду Рудогуза ластівка (Cecropis), введеного німецьким орнітологом Фрідріхом Бойє у 1826 році. У 1881 році італійський зоолог Томмазо Сальвадорі визначив капську ластівку як типовий вид цього роду.

## Поширення і екологія
Капські ластівки гніздяться в Південно-Африканській Республіці, Лесото, Есватіні, Намібії, Ботсвані і південному  Зімбабве. Взимку вони мігрують на північ, до Анголи, Замбії, Малаві, Танзанії і на південь Демократичної Республіки Конго. Вони живуть на відкритих, посушливих місцевостях, на сухих і високогірних луках та в сухих чагарникових заростях. Віддають перевагу пагорбам і гористим місцевостям, зустрічаються на висоті до 2000 м над рівнем моря.
Капські ластівки живляться комахами, яких ловлять в польоті, іноді також дрібними плодами. Гніздо закрите з трубкоподібним входом, робиться з глини, встелюється пір'ям, розміщується в дуплах дерев, в тріщинах серед скель і в будівлях. В кладці 3 білих, поцяткованих коричневими плямками яйця. Інкубаційний період триває 17-20 днів, насиджують лише самиці. За пташенятами доглядають і самиці, і самці. Пташенята покидають гніздо через 23-30 днів після вилуплення, однак батьки продовжують піклуватися про них ще деякий час.